# Saison 2022-2023 de l'Olympique lyonnais (féminines)
Maillots
Dernière mise à jour : 11 décembre 2022.
Chronologie
Saison précédente Saison suivante
La saison 2022-2023 de la section féminine de l'Olympique lyonnais est la quarante-cinquième saison consécutive du club rhodanien en première division du championnat de France depuis 1978.

## Championnat de France

### Journées 1 à 6
| J.                                                                                       | Rencontre       | Rencontre | Rencontre    | Place |
| ---------------------------------------------------------------------------------------- | --------------- | --------- | ------------ | ----- |
| 1                                                                                        | Stade de Reims  | 1 - 5     | OL           | 1er   |
| 2                                                                                        | OL              | 2 - 1     | ASJ Joyaux   | 2e    |
| 3                                                                                        | Montpellier HSC | 1 - 3     | OL           | 1er   |
| 4                                                                                        | OL              | 2 - 0     | Rodez AF     | 1er   |
| 5                                                                                        | G. de Bordeaux  | 1 - 3     | OL           | 1er   |
| 6                                                                                        | OL              | 1 - 0     | FC Fleury 91 | 1er   |
| Légende : ( ) = écart en points sur le premier ou, si l'OL est premier, sur le deuxième. |                 |           |              |       |

### Journées 7 à 11
| J.                                                                                      | Rencontre   | Rencontre | Rencontre   | Place |
| --------------------------------------------------------------------------------------- | ----------- | --------- | ----------- | ----- |
| 7                                                                                       | EA Guingamp | 0 - 0     | OL          | 1er   |
| 8                                                                                       | OL          | 1 - 0     | Le Havre AC | 1er   |
| 9                                                                                       | Paris FC    | 2 - 3     | OL          | 1er   |
| 10                                                                                      | OL          | 8 - 0     | Dijon FCO   | 1er   |
| 11                                                                                      | OL          | 0 - 1     | PSG         | 2e    |
| Légende : ( ) = écart en point sur le premier ou, si l'OL est premier, sur le deuxième. |             |           |             |       |

### Journées 12 à 17
| J.                                                                                      | Rencontre    | Rencontre | Rencontre       | Place |
| --------------------------------------------------------------------------------------- | ------------ | --------- | --------------- | ----- |
| 12                                                                                      | ASJ Joyaux   | 0 - 3     | OL              | 2e    |
| 13                                                                                      | OL           | 2 - 0     | Montpellier HSC | 1er   |
| 14                                                                                      | Rodez AF     | 0 - 5     | OL              | 1er   |
| 15                                                                                      | OL           | 3 - 0     | G. de Bordeaux  | 1er   |
| 16                                                                                      | FC Fleury 91 | 1 - 2     | OL              | 1er   |
| 17                                                                                      | EA Guingamp  | 0 - 6     | OL              | 1er   |
| Légende : ( ) = écart en point sur le premier ou, si l'OL est premier, sur le deuxième. |              |           |                 |       |

### Journées 18 à 22
| J.                                                                                      | Rencontre   | Rencontre | Rencontre      | Place |  |
| --------------------------------------------------------------------------------------- | ----------- | --------- | -------------- | ----- |  |
| 18                                                                                      | Le Havre AC | 0 - 7     | OL             | 1er   |  |
| 19                                                                                      | OL          | 2 - 0     | Paris FC       | 1er   |  |
| 20                                                                                      | Dijon FCO   | 0 - 3     | OL             | 1er   |  |
| 21                                                                                      | PSG         | 0 - 1     | OL             | 1er   |  |
| 22                                                                                      | OL          | 7 - 1     | Stade de Reims | 1er   |  |
| Légende : ( ) = écart en point sur le premier ou, si l'OL est premier, sur le deuxième. |             |           |                |       |  |

### Classement
| Rang | Équipe                 | Pts | J  | G  | N | P | Bp | Bc | Diff | Qualification ou relégation                                                    |
| ---- | ---------------------- | --- | -- | -- | - | - | -- | -- | ---- | ------------------------------------------------------------------------------ |
| 1    | Olympique lyonnais T   | 61  | 22 | 20 | 1 | 1 | 69 | 9  | +60  | Qualification pour la phase de groupes de la Ligue des champions               |
| 2    | Paris Saint-Germain    | 55  | 22 | 17 | 4 | 1 | 45 | 12 | +33  | Qualification pour le deuxième tour de qualification de la Ligue des champions |
| 3    | Paris FC               | 42  | 22 | 12 | 6 | 4 | 44 | 18 | +26  | Qualification pour le premier tour de qualification de la Ligue des champions  |
| 4    | FC Fleury 91           | 39  | 22 | 11 | 6 | 5 | 49 | 20 | +29  |                                                                                |
| 5    | Montpellier Hérault SC | 37  | 22 | 11 | 4 | 7 | 37 | 27 | +10  |                                                                                |

### Évolution du classement
Leader du championnat

Évolution du classement et des résultats
| Journée  | 1 | 2 | 3 | 4 | 5 | 6 | 7 | 8 | 9 | 10 | 11 | 12 | 13 | 14 | 15 | 16 | 17 | 18 | 19 | 20 | 21 | 22 | Journées en tête |
| -------- | - | - | - | - | - | - | - | - | - | -- | -- | -- | -- | -- | -- | -- | -- | -- | -- | -- | -- | -- | ---------------- |
| Rang     | 1 | 2 | 1 | 1 | 1 | 1 | 1 | 1 | 1 | 1  | 2  | 2  | 1  | 1  | 1  | 1  | 1  | 1  | 1  | 1  | 1  | 1  | 19               |
| Résultat | V | V | V | V | V | V | N | V | V | V  | D  | V  | V  | V  | V  | V  | V  | V  | V  | V  | V  | V  | —                |

## Coupe de France
La Coupe de France 2022-2023 est la 22e édition de la Coupe de France féminine de football, une compétition à élimination directe mettant aux prises tous les clubs de football amateurs et professionnels à travers la France métropolitaine et les DOM-TOM. Elle est organisée par la FFF et ses ligues régionales. L'OL jouant en Division 1, il démarre aux seizièmes de finale.

## Coupe d'Europe

### Phase de groupes
| J.                                                                                     | Rencontre | Rencontre | Rencontre | Place |
| -------------------------------------------------------------------------------------- | --------- | --------- | --------- | ----- |
| 1                                                                                      | OL        | 1 - 5     | Arsenal   |       |
| 2                                                                                      | Juventus  | 1 - 1     | OL        |       |
| 3                                                                                      | Zürich    | 0 - 3     | OL        |       |
| 4                                                                                      | OL        | 4 - 0     | Zürich    |       |
| 5                                                                                      | Arsenal   | 0 - 1     | OL        |       |
| 6                                                                                      | OL        | 0 - 0     | Juventus  |       |
| Légende : ( ) = écart en point sur le premier ou,si l'OL est premier, sur le deuxième. |           |           |           |       |

### Phase à élimination directe
Les Lyonnaises héritent dès les quarts de finale des championnes d'Angleterre en titre, Chelsea. Menées 0-1 au match aller, et malgré un match victorieux au retour (2-1), les Fenottes échoueront aux tirs au but, 3 tirs pour les Lyonnaises contre 4 pour les Blues.

## Bilan
| Compétition         | Domicile | Domicile | Domicile | Domicile | Domicile | Domicile | Extérieur | Extérieur | Extérieur | Extérieur | Extérieur | Extérieur | Total | Total | Total | Total | Total | Total | Total |
| Compétition         | J        | G        | N        | P        | Bp       | Bc       | J         | G         | N         | P         | Bp        | Bc        | J     | G     | N     | P     | Bp    | Bc    | Diff  |
| ------------------- | -------- | -------- | -------- | -------- | -------- | -------- | --------- | --------- | --------- | --------- | --------- | --------- | ----- | ----- | ----- | ----- | ----- | ----- | ----- |
| Championnat         | 11       | 10       | 0        | 1        | 34       | 3        | 11        | 10        | 1         | 0         | 35        | 6         | 22    | 20    | 1     | 1     | 69    | 9     | +60   |
| Coupe de France     | 3        | 3        | 0        | 0        | 6        | 1        | 2         | 2         | 0         | 0         | 10        | 2         | 5     | 5     | 0     | 0     | 16    | 3     | +13   |
| Ligue des champions | 4        | 1        | 1        | 2        | 5        | 6        | 4         | 3         | 1         | 0         | 7         | 2         | 8     | 4     | 2     | 2     | 12    | 8     | +4    |
| Total               | 18       | 14       | 1        | 3        | 45       | 10       | 17        | 15        | 2         | 0         | 52        | 10        | 35    | 29    | 3     | 3     | 97    | 20    | +77   |

## Statistiques individuelles
,,
| Nb.           | Joueuse              | Total | Championnat | Coupe de France | Ligue des champions |
| 1.            | Signe Bruun          | 10    | 8           |                 | 2                   |
| 2.            | Eugénie Le Sommer    | 9     | 7           | 2               |                     |
| 3.            | Wendie Renard        | 8     | 7           | 1               |                     |
| 3.            | Lindsey Horan        | 8     | 5           | 1               | 2                   |
| 3.            | Dzsenifer Marozsán   | 8     | 5           | 3               |                     |
| 3.            | Melvine Malard       | 8     | 3           | 1               | 4                   |
| 7.            | Delphine Cascarino   | 6     | 4           | 1               | 1                   |
| 7.            | Sara Däbritz         | 6     | 4           | 1               | 1                   |
| 7.            | Ada Hegerberg        | 6     | 4           | 2               |                     |
| 10.           | Daniëlle van de Donk | 4     | 4           |                 |                     |
| 10.           | Vanessa Gilles       | 4     | 3           |                 | 1                   |
| 10.           | Vicki Becho          | 4     | 2           | 2               |                     |
| 10.           | Janice Cayman        | 4     | 2           | 2               |                     |
| 14.           | Selma Bacha          | 2     | 2           |                 |                     |
| 14.           | Inès Benyahia        | 2     | 2           |                 |                     |
| 14.           | Damaris Egurrola     | 2     | 2           |                 |                     |
| 14.           | Amel Majri           | 2     | 2           |                 |                     |
| 18.           | Amandine Henry       | 1     | 1           |                 |                     |
| Total Général | Total Général        | 94    | 67          | 16              | 11                  |

| Nb.           | Joueuse       | Total | Championnat | Coupe de France | Ligue des champions |
| Total Général | Total Général | 0     | 0           | 0               | 0                   |

| Joueuse       | Jaunes | Deuxièmes jaunes | Rouges directs |
| Total Général | 0      | 0                | 0              |